# Santana do Itararé
Santana do Itararé är en kommun i Brasilien.   Den ligger i delstaten Paraná, i den södra delen av landet, 900 km söder om huvudstaden Brasília. Antalet invånare är 5 249.
Omgivningarna runt Santana do Itararé är huvudsakligen savann. Runt Santana do Itararé är det ganska glesbefolkat, med 25 invånare per kvadratkilometer.